# Бородастик блакитнощокий
Бородастик блакитнощокий (Psilopogon asiaticus) — вид дятлоподібних птахів родини бородастикових (Megalaimidae).

## Поширення
Вид поширений в Південно-Східній Азії та в Гімалаях. Трапляється у змішаних лісах, парках і садах.

## Опис
Птах має темно-зелене спинне оперення, живіт і хвіст забарвлені в світло-зелений колір. Голова світло-блакитна. Чоло, основа шиї і верхня частина голови червонуваті. Над оком птахи мають три широкі і чорні смуги. Ноги коричневі, дзьоб світло-коричневий, а передня верхівка верхньої половини дзьоба чорна.

## Спосіб життя
Птах трапляється парами або невеликими сімейними групами. Вночі відпочиває у дуплі, яке сам видовбує у дереві. Під час гніздування це дупло він використовує для облаштування гнізда. Харчується ягодами, фруктами та членистоногими. Гніздовий сезон триває з грудня по вересень. У кладці 2-4 яєць. Інкубаційний період триває 14 днів. Насиджують та годують пташенят обидва батьки.

## Підвиди
- Megalaima asiatica asiatica (Latham, 1790). Трапляється від північно — східного Пакистану до західної і північної М'янми та провінції Юньнань.
- Megalaima asiatica davisoni Hume, 1877 — цей підвид поширений від південно-східної М'янми до південно-східного Юньнаня та північного Індокитаю.
- Megalaima asiatica chersonesus (Chasen & Kloss, 1927) — відомий з півдня Таїланду.